# 列昂尼德·克拉辛

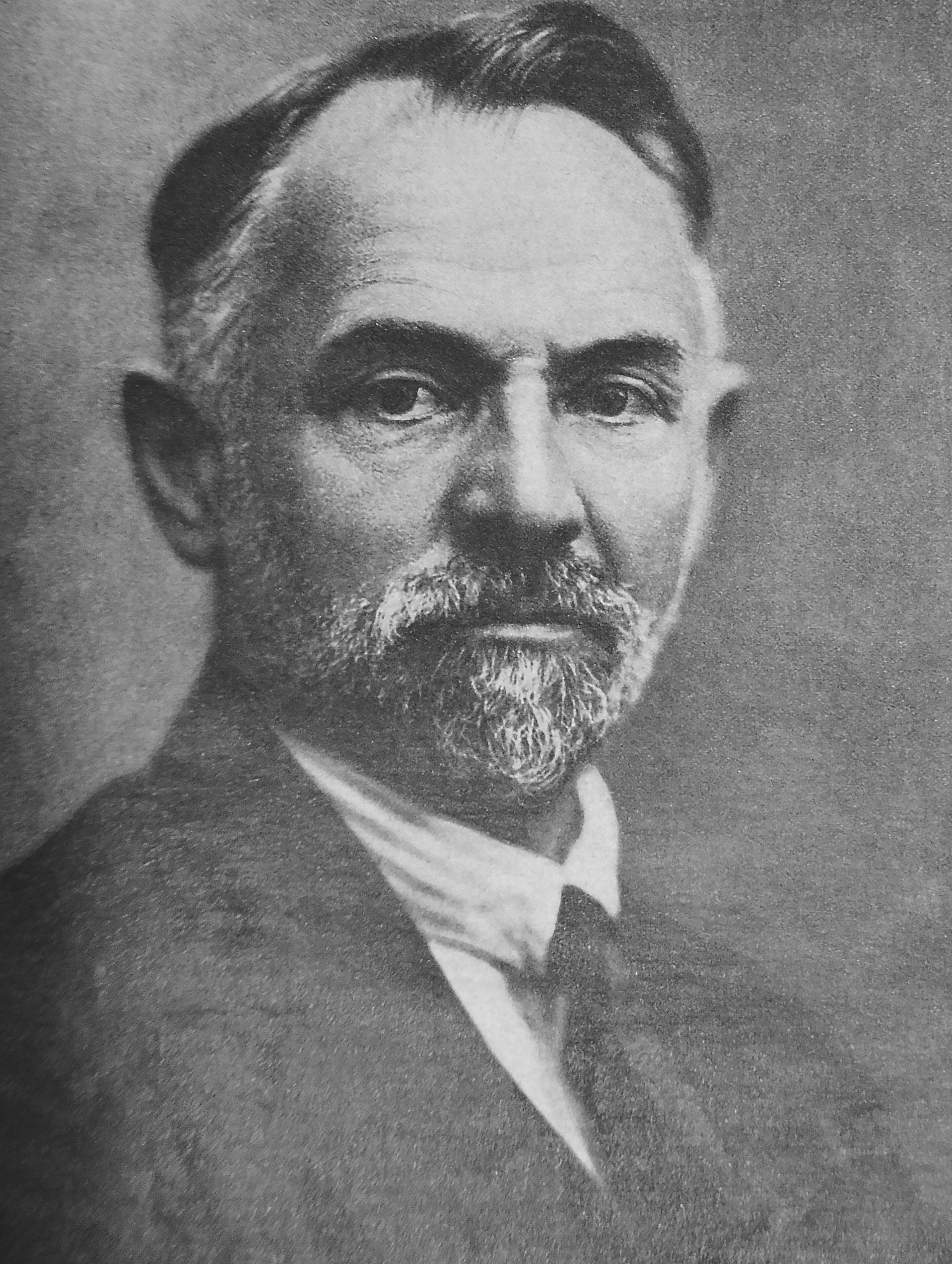
1926年的克拉辛

列昂尼德·鮑里索維奇·克拉辛（羅馬化：Leonid Borisovich Krasin；1870年7月15日—1926年11月26日），俄罗斯工程师、社会企业家、苏联布尔什维克政治家、外交官，曾担任苏俄交通人民委员、贸易和工业人民委员，苏联外贸人民委员，首任苏联驻法国大使。1901年与阿维尔·萨弗洛诺维奇·耶努吉泽等人在巴库设立俄罗斯社会民主工党的打印点。1907年曾参与策划1907年梯弗里斯银行抢劫案。